# Angus Automobile Company
Angus Automobile Company war ein US-amerikanischer Hersteller von Automobilen.

## Unternehmensgeschichte
Die Brüder C. E., Charles Marion und L. E. Fuller stellten seit etwa 1900 Kutschen her. 1908 gründeten sie ein neues Unternehmen in Angus in Nebraska zur Automobilfertigung. Der Markenname lautete Fuller. 1911 endete die Produktion.
Es gab keine Verbindung zur Fuller Buggy Company aus Michigan, die zur gleichen Zeit den gleichen Markennamen verwendete.

## Fahrzeuge
Noch während der Kutschenzeit erwarben die Brüder einen Einzylindermotor und bauten ihn in eine ihrer Kutschen ein. Käufer war ein Arzt aus Angus. Das Jahr ist nicht überliefert.
1908 standen drei Modelle zur Auswahl. Der Four-30 hatte einen Vierzylindermotor, der mit 22/26 PS angegeben war. Das Fahrgestell hatte 244 cm Radstand. Aufbauten waren Runabout und Tourenwagen. Der Four-40 hatte einen Vierzylindermotor mit 35/40 PS, einen Radstand von 269 cm und war nur als Tourenwagen erhältlich. Spitzenmodell war der Six-60. Er hatte einen Sechszylindermotor mit 60 PS Leistung. Der Radstand betrug 300 cm. Darauf wurden Tourenwagen und ein Gentleman’s Roadster genannter Roadster montiert.
1909 beschränkte sich das Sortiment auf den Four. Er hatte den größeren der beiden bisherigen Vierzylindermotoren und behielt auch seinen Radstand von 269 cm. Als Karosserien sind Tourenwagen und Roadster genannt.
1910 wurde dieses Fahrzeug als Model A angeboten. Der Motor blieb unverändert. Der Radstand wurde auf 292 cm verlängert. Runabout und Tourenwagen waren die Aufbauten. Außerdem gab es mit dem Model A-2 ein kleineres und schwächeres Modell. Der Vierzylindermotor war mit 25/30 PS angegeben. Der Radstand maß 279 cm. Die Fahrzeuge waren als Roadster und Tourenwagen erhältlich.

## Modellübersicht
| Jahr | Modell    | Zylinder | Leistung (PS) | Radstand (cm) | Aufbau                            |
| ---- | --------- | -------- | ------------- | ------------- | --------------------------------- |
| 1908 | Four-30   | 4        | 22/26         | 244           | Runabout, Tourenwagen             |
| 1908 | Four-40   | 4        | 35/40         | 269           | Tourenwagen                       |
| 1908 | Six-60    | 6        | 60            | 300           | Tourenwagen, Gentleman’s Roadster |
| 1909 | Four      | 4        | 35/40         | 269           | Tourenwagen, Roadster             |
| 1910 | Model A   | 4        | 35/40         | 292           | Runabout, Tourenwagen             |
| 1910 | Model A-2 | 4        | 25/30         | 279           | Roadster, Tourenwagen             |